# میودراگ رادوویچ
میودراگ رادوویچ (انگلیسی: Miodrag Radović؛ زادهٔ ۲۸ دسامبر ۱۹۵۷) بازیکن فوتبال اهل یوگسلاوی بود.
از باشگاه‌هایی که در آن بازی کرده‌است می‌توان به باشگاه فوتبال آلتای اسپور، باشگاه فوتبال دیگرفوش، و باشگاه فوتبال پارتیزان اشاره کرد.
وی همچنین در تیم ملی فوتبال یوگسلاوی بازی کرده‌است.